# Playa de Rompeculos
La playa de Rompeculos es una playa natural situada en el término municipal de Palos de la Frontera (España), aunque es gestionada por el ayuntamiento de Moguer en virtud de los acuerdos entre ambas administraciones para la gestión del núcleo costero de Mazagón. Forma parte de la costa oriental de la provincia de Huelva.
Comprende la costa desde la Playa del Parador de Mazagón hasta la Playa de la Torre del Loro y comprende parte de la fachada litoral del Parque nacional y natural de Doñana. 

## Origen
La playa se ubica a los pies del acantilado del Arenosillo, del cual recibe sus aportes arenosos. 

## Características
Posee alrededor de 3 km de arena fina y dorada, propia de la costa atlántica, siendo una playa casi virgen.  
El acceso está controlado mediante una verja situada en el km 32,6 de la A-494 que da paso a un aparcamiento concesionado por la Junta de Andalucía a una empresa privada. Desde este punto parte un sendero entarimado de madera de 650 m que aprovecha la vaguada que da nombre a la playa y finaliza en la misma.

## Nudismo
La práctica del nudismo es frecuente en esta playa, especialmente hacia la izquierda tras llegar a la misma.